# Völpke
Völpke est une commune allemande de l'arrondissement de la Börde, Land de Saxe-Anhalt.

## Géographie
Völpke se situe à l'ouest de la Lappwald.
La commune comprend le quartier de Badeleben.
|             | Sommersdorf | Ummendorf   |
|             | Völpke      | Wefensleben |
| Hötensleben | Ausleben    | Eilsleben   |

Völpke se trouve sur la Bundesstraße 245 et la Bundesstraße 245a.

## Histoire
Völpke est mentionné pour la première fois en 1118.
Völpke avait une longue tradition minière de charbon qui disparaît après la réunification.
En trente-deuxièmes de finale de la Coupe d'Allemagne de football 2004-2005 le 21 août 2004, le TSV Völpke affronte le Bayern Munich et perd 0-6 au Stade Paul-Greifzu de Dessau-Roßlau.

## Personnalités liées à la commune
- Johanna Boy (1851-après 1899), écrivain

## Source, notes et références
- (de) Cet article est partiellement ou en totalité issu de l’article de Wikipédia en allemand intitulé « Völpke » (voir la liste des auteurs).